# Thinocorus
Thinocorus – rodzaj ptaków z rodziny andówek (Thinocoridae).

## Zasięg występowania
Rodzaj obejmuje gatunki występujące w Ameryce Południowej (Ekwador, Peru, Boliwia, Chile, Argentyna i Urugwaj).

## Morfologia
Długość ciała 16–24 cm; masa ciała 48–140 g.

## Systematyka

### Etymologia
- Thinocorus (Tinocorus, Thinocorys): gr. θις this, θινος thinos „piasek, plaża, pustynia”; łac. corys „skowronek”, od gr. κορυδος korudos „dzierlatka zwyczajna”, od κορυς korus, κορυθος koruthos „kask, hełm”[8].
- Ocypetes: gr. ωκυπετης ōkupetēs „szybko-latający, szybko-biegający”, od ωκυς ōkus „szybki”, rączy; πετομαι petomai „latać, spieszyć się”[9]. Gatunek typowy: Ocypetes torquatus Wagler, 1829 (= Thinocorus rumicivorus Eschscholtz); młodszy homonim Ocypetes Risso, 1826 (Arachnida).
- Itys: w mitologii greckiej Itys (gr. Ἴτυς Itus), zabity w zemście przez swoją matkę, Prokne i podany do zjedzenia swojemu ojcu, Tereusowi[10]. Nazwa zastępcza dla Ocypetes Wagler, 1829.

### Podział systematyczny
Do rodzaju należą następujące gatunki:
- Thinocorus orbignyianus I. Geoffroy Saint-Hilaire & Lesson, 1831 – andówka szaropierśna
- Thinocorus rumicivorus Eschscholtz, 1829 – andówka mała